# Sin segundo nombre (diez historias de Jack Reacher)
Sin segundo nombre (diez historias de Jack Reacher) es una antología de diez cuentos de la serie de Jack Reacher, escrita por Lee Child. Fue editada editorial Blatt & Ríos en 2018. Las historias fueron originalmente publicadas por Delacorte Press junto con dos novelas cortas de Jack Reacher en No Middle Name. Los novelas en su edición al español fueron publicadas por separado, también por Blatt & Ríos, en Noche caliente. La traducción, en ambos casos, estuvo a cargo de Aldo Giacometti. 

## Cuentos
- Demasiado tiempo
- Segundo hijo
- Bien en el fondo
- La nueva identidad de James Penney
- Todos Hablan
- No un simulacro
- Quizás tengan una tradición.
- Un tipo entra a un bar
- Sin habitaciones disponibles en el motel
- El cuadro del diner solitario

## Recepción
Respecto a la antología completa, la reseña de Publishers Weekly afirma que "este volumen demuestra lo que sus fans ya saben hace tiempo:[Child] es un narrador nato y un astuto observador." Kirkus Reviews comentó "La forma corta es refrescante". Al escribir para el Evening Standard, Mark Sanderson sostuvo que "Lee Child, al igual que su creación, siempre sabe exactamente lo que está haciendo, y lo hace bien. El tiempo nunca está desperdiciado con su compañía".